# 2008 Konstitutsiya
2008 Konstitutsiya је астероид. Приближан пречник астероида је 50,26 ,
а средња удаљеност астероида од Сунца износи 3,215 астрономских јединица (АЈ).
Инклинација (нагиб) орбите у односу на раван еклиптике је 20,651 степени, а орбитални период износи 2106,336 дана (5,766 година). Ексцентрицитет орбите астероида износи 0,099.
Апсолутна магнитуда астероида износи 10,30 а геометријски албедо 0,053.
Астероид је откривен 27. септембра 1973. године.